# Smoulder
Smoulder ist eine 2013 in Kanada gegründete Epic-Doom-Band. Die seit 2017 multinational besetzte Gruppe wurde in der weltweiten Metal-Szene bereits mit ihrem 2019 veröffentlichten Debüt zum viel beachteten und erfolgreichen Interpreten. Der Stil der Band variiert zwischen Heavy Metal, Epic Metal und Epic Doom.
Lyrisch orientiert sich die Gruppe an Fantasy-Literatur, einem klassischen Heavy-Metal-Thema, stellt dabei jedoch Bezüge zu sozialen und gesellschaftspolitischen Themen her.

## Geschichte
Die Band Smoulder wurde im Jahr 2013 in Calgary gegründet. Um das kanadische Kern-Duo Sängerin Sarah Ann Kitteringham und Gitarrist Shawn Vincent formierte sich mit den US-amerikanischen Musikern Schlagzeuger Kevin Hester und Gitarrist Collin Wolf eine stabile Bandkonstellation. Beide lernten Kitteringham und Vincent auf Reisen zu verschiedenen Konzerten kennen. Auf dem Weg zum Frost and Fire Festival in Ventura um der Reunion von Cirith Ungol im Oktober 2016 nahmen Kitteringham und Vincent Wolf als Fahrgast mit und sprachen auf der Reise über die Band. Wolf bekundete Interesse und brachte Hester als Schlagzeuger ins Gespräch. Hester lernten Kitteringham und Vincent dann ein Jahr später beim Legions of Metal Festival in Chicago kennen. Im gleichen Jahr zogen Kitteringham und Vincent nach Toronto.

### The Sword Woman
Die Musiker interagierten Online. Ihr erstes Demo wurde mit Ryan Donoho als Gast-Bassist aufgenommen. Die Band nahm das Demo in Morrison im amerikanischen Illinois im Studio Straightaway Productions unter der technischen Begleitung von Lucas Akker aufgenommen. Abmischung und Mastering übernahm Ryan Kennedy in seinem Studio Kran Audio im kanadischen Calgary. Das Demo erschien im Jahr 2018 als MC unter dem Titel The Sword Woman in einer Auflage von 150 Einheiten. Nachdem sich das Demo zügig verkauft hatte, ließ das in Chicago ansässige Label Hoove Child Records 300 Vinyl-7"-Singles von The Sword Woman pressen. Auch diese wurden zügig ausverkauft. Das Demo enthält drei Stücke. Das der von Robert E. Howard geschaffenen Figur „Dark Agnes de Chastillon“ gewidmete Titelstück, mit Voyage of the Sun Chaser ein apokalyptisches Stück über die biblische Sintflut und das Cover The Queen Is Gone, im Original der kolumbianischen Speed-Metal-Band Nightmare The King Is Gone. Insbesondere Kitteringham wurde als „echter Hinhorcher“ gelobt. Als „vielversprechendes erstes Lebenszeichen in Sachen schweren epischen Dooms“ mangele es der Band allerdings noch an Hitsongs.

### Times of Obscene Evil and Wild Daring

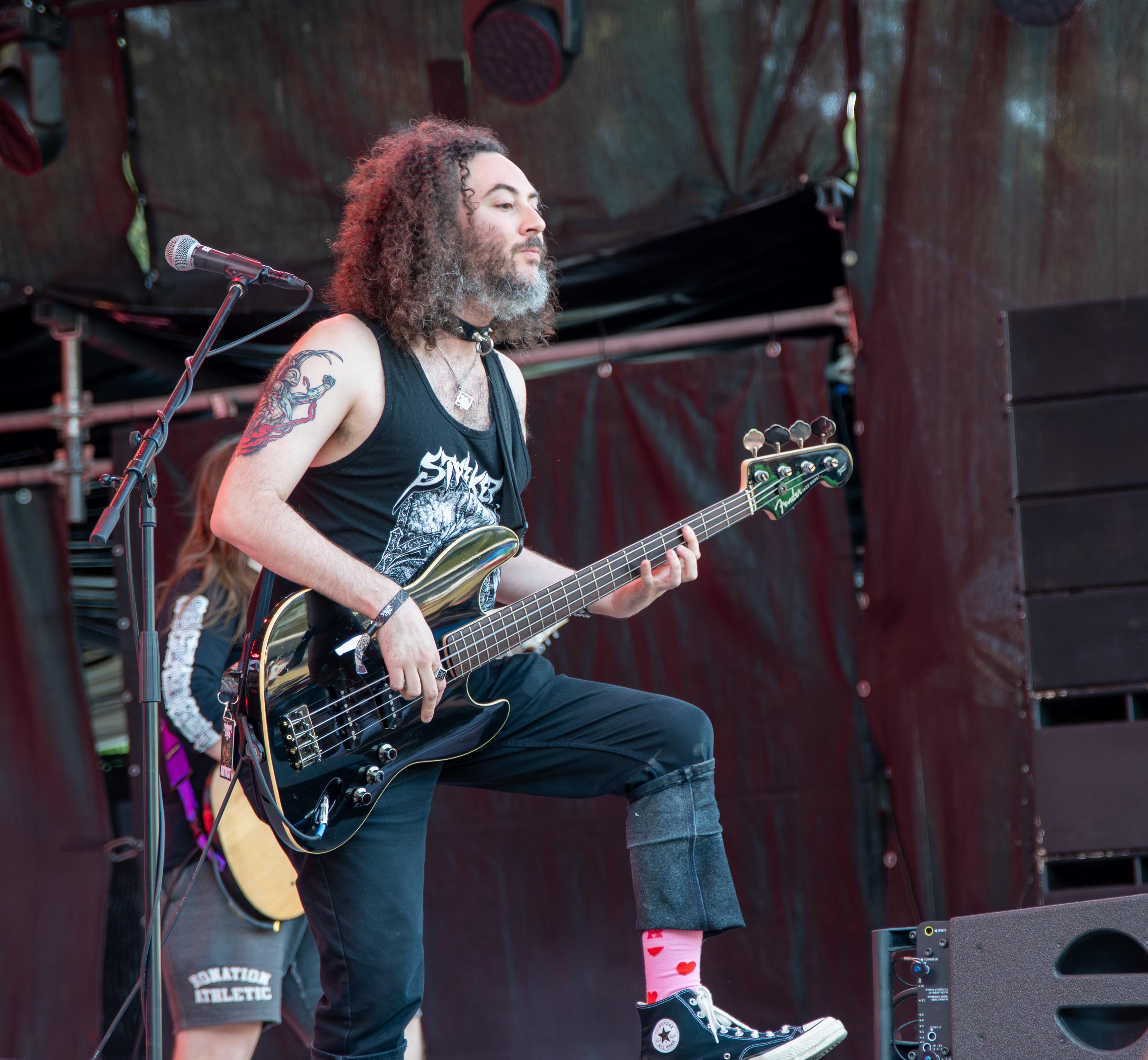
Bassist Adam Blake freundete sich in Toronto mit der Band an und stieß kurz darauf dazu

Noch als Demo-Band wurde die kanadische Gruppe eingeladen im November 2018 beim deutschen Festival Hammer of Doom aufzutreten. Zu diesem Zeitpunkt war Adam Blake Smoulder als Bassist beigetreten. Noch vor ihrem Auftritt nahmen die Musiker voneinander getrennt, in Toronto im Studio The Lincoln County Social Club mit John Dinsmore und in Arlington Heights in Illinois in den Swift Road Studios mit Vincent Ippolito, das Debütalbum Times of Obscene Evil and Wild Daring auf. Arthur Rizk von Eternal Champion mischte und masterte das Album. Unmittelbar nach ihrem Auftritt, der insgesamt vierte ihrer Karriere, wurde die Band von Cruz del Sur Music unter Vertrag genommen. Das Label hatte die Gruppe zuvor kontaktiert und den Vertrag nach dem Auftritt abgeschlossen.

„Enrico von Cruz Del Sur hat sich kurz vor dem Hammer Of Doom Festival mit uns in Verbindung gesetzt und wollte sich mit uns auf dem Festival treffen. Er hat angeboten, das Album dann zu veröffentlichen und wir haben die Details in den folgenden Wochen herausgearbeitet.“

Times of Obscene Evil and Wild Daring wurde am 26. April 2019 veröffentlicht. Es wurde zu einem international rezipierten Kritikererfolg, der in der Anerkennung im Epic Doom des Jahres lediglich durch The Course of Empire von Atlantean Kodex überboten wurde.

### Dream Quest Ends
Ein Jahr nach ihrem Debüt veröffentlichte die Band am 13. März 2020 die EP Dream Quest Ends mit sechs Titeln, darunter ein Cover der Band Manilla Road und alle drei Stücke des Demos The Sword Woman. Die beiden neuen Stücke der EP hatte die Band erneut getrennt voneinander eingespielt. In Kanada in den DNA Studios und in Illinois erneut in den Swift Road Studios. Die beiden neuen Stücke hoben sich von jenen des Albums durch eine düsterere Atmosphäre ab, waren zur Albumveröffentlichung allerdings bereits geschrieben. Die Unterscheidung nahm Smoulder zum Anlass die EP zu veröffentlicht. Auch die EP wurde zu einem gut verkauften Kritikererfolg. Zur Veröffentlichung der EP plante die Band Konzerte und Festivalauftritte in Europa. Nach ihrer Ankunft in Griechenland, wo Smoulder beim Festival Up The Hammers spielen wollte, musste das Festival aufgrund der Covid-19-Pandemie und diverser Reisebeschränkungen weiterer gebuchter Interpreten abgesagt werden. Die Band konnte aufgrund der Beschränkungen nur unter Problem zurück nach Kanada und in die Vereinigten Staaten. Die verpassten Auftritt und der damit einhergehende fehlende Verkauf von Merchandise bedeutete finanzielle Verluste für Smoulder. In ihrer Heimat begaben sich die Musiker aufgrund eines erhöhten Risikos in Isolation. Während der Pandemie heirateten Kitteringham und Vincent.

„Die Pandemie war für alle hart. Für uns begann es damit, dass wir unsere allererste Tour und gut 10.000 Dollar aus der Bandkasse verloren haben. Dann wurden wir vom kanadischen Gesundheitssystem darüber informiert, dass Diabetiker überproportional häufig an Covid sterben und sie sehr deutlich empfahlen, sich selbst zu isolieren – aus diesem Grund ließen wir etwa 300 Tage lang niemanden in unsere Wohnung.“

### Violent Creed of Vengeance
Ohne die Bandbesetzung dadurch zu beeinträchtigen, siedelten Sarah Ann und Shawn Vincent 2022 nach Finnland um. Sarah Ann Vincent verfügt über die doppelte Staatsbürgerschaft, wollte in die finnische Natur und bevorzugte das Kranken- und Sozialsystem des Landes. Nachdem Shaw Vincent sich bereit erklärt hatte nach Finnland zu ziehen, zog das Paar um. Sarah Ann konnte mit ihrer finnischen Staatsbürgerschaft als Vollzeitangestellte des Onlinemusikdienstes Bandcamp ohne regionale Anbindung weiterarbeiten während Shawn Integrationskurse besuchte.
Zeitnah wurde das zweite Album vollständig in Finnland aufgenommen. Dabei wollten die Musiker eine gemeinsame Erfahrung, einem Aufnahmeprozess der 1970er Jahre nachempfinden, gemeinsam im Studio schreiben, arbeiten und aufnehmen sowie in der Nähe gemeinsam leben. Hester, Wolf und Blake wurden so für die Aufnahmen eingeflogen. Im Soundwell Studio in Espoo nahm Smoulder dann das zweite Album Violent Creed of Vengeance unter der technischen Begleitung von Valtteri Kallio und Jani Snellman auf. Violent Creed of Vengeance erschien am 21. April 2023 über Cruz del Sur Music. Erneut erntete die Veröffentlichung positive Resonanz und verkaufte sich gut. Smoulder plante weitere Auftritte zu welchen das Ehepaar Vincent auch finnische Gastmusiker nutzte, da zwei der drei kontinentalamerikanischen Bandmitglieder aus familiären Verpflichtungen nicht so viel zwischen Europa und Amerika Reisen konnten.

## Stil
Die Musik von Smoulder changiert von Epic Doom über Epic Metal bis hin zu traditionellem Heavy Metal. Sarah Ann Vincent beschrieb die Musik als einen Stil in der Schnittmenge verschiedener Ausprägungen des Power Metal, gepaart mit Ideen des Doom Metal und progressiver Elemente. Dabei verwies sie auf Hypertrace von Scanner, Into The Depths of Sorrow von Solitude Aeturnus und Awaken the Guardian von Fates Warning. Ihr Gesang sei von Sängerinnen und Sängern wie Ronnie James Dio, Robert Loewe (Solitude Aeturnus), Grace Slick und Bruce Dickinson beeinflusst, die mit ihrer Stimme Geschichten erzählten und ungewöhnliche Betonungen nutzten. Wolf verwies indes auf Manilla Road als größten Einfluss auf die Musik von Smoulder. Als weitere Einflüsse führte er die Epic-Doom-Initiatoren Candlemass und Solitude Aeturnus sowie Blind Guardian, Cauldron Born, Slough Feg, Atlantean Kodex und Pagan Altar an. Das musikalische Ergebnis dieser Einflüsse wird beschrieben als „schwere, majestätische Riffs, stampfende Rhythmen, teils zum Heulen schöne Leadmelodien und ein emotionaler Gesang.“

„SMOULDER schafft es, das komplette Spektrum zwischen astreinem Epic Doom und schnellem Epic Metal abzudecken und dabei alle relevanten Aspekte des Genres gekonnnt einzusetzen. Texte mit Inspiration in Fantasy-Literatur und etwas Okkultismus, Anleihen im Songwriting zwischen CANDLEMASS und MANILLA ROAD und eine ordentliche Portion Spielfreude.“

Das zweite Album nutzt die omnipräsenten Fantasybezüge zu unterschiedlichen Heldinnen um einer „nicht endende Realität von Frauenhass und Vergewaltigungskultur“, etwas entgegenzusetzen. Insbesondere der Einfluss der durchlebten Pandemie habe dies Thema für Sarah Ann Vincent bedeutsam gemacht.

## Diskografie
- 2018: The Sword Woman (Demo, Hoove Child Records)
- 2019: Times of Obscene Evil and Wild Daring (Album, Cruz del Sur Music)
- 2020: Dream Quest Ends (EP, Cruz del Sur Music)
- 2023: Violent Creed of Vengeance (Album, Cruz del Sur Music)